# R-13
R-13 (NATO: SS-N-4, Sark) – radziecki pocisk balistyczny krótkiego zasięgu klasy SLBM, wystrzeliwany w położeniu nawodnym z radzieckich podwodnych okrętów rakietowych projektów 629A i 658. Pociski te przenosiły głowice termojądrową o mocy 1 Mt na odległość do 600 km.